# Apego
El apego, en psicología y etología, es una vinculación afectiva intensa y duradera, de carácter singular e innato (es una conducta instintiva con la que venimos preprogramados), que se desarrolla y consolida entre dos individuos principalmente con la madre pero se da además con la figura paterna y otros familiares.  Por medio de sus interacciones recíprocas, y cuyo objetivo inmediato es la búsqueda y mantenimiento de proximidad en momentos de amenaza, ya que esto proporciona seguridad, consuelo y protección.
No se trata de un sentimiento inmaterial, sino de conductas observables que comienzan de manera refleja. John Bowlby (1907-1990) fue el primer psicólogo en desarrollar una "Teoría del apego".
Desde el punto de vista emocional, el apego surge cuando se está seguro de que la otra persona estará ahí incondicionalmente, lo que facilita que aparezcan la empatía, la comunicación emocional y hasta el amor entre estas personas. Desde el punto de vista cognitivo, la propia existencia de una relación de apego, conlleva a la construcción de un modelo mental de dicha relación, una imagen de cómo es el propio niño, representaciones sobre la figura de apego y una teoría mental sobre la imagen que la figura de apego tiene sobre el niño.
El vínculo de apego se empieza a elaborar desde los primeros momentos de la vida del niño y se consolidar a partir del 7-8 mes (cuando surge el miedo a los extraños) y suele darse entre un niño o niña y sus progenitores/cuidadores. Existe la posibilidad de que la figura de apego cambie a lo largo de la vida. Cada relación de apego tiene sus características específicas, dado que algunos factores como la edad o la interacción tienen mucha influencia. Estas relaciones son muy amplias, pero las más importantes son las de asegurar la supervivencia de la cría, darle seguridad, autoestima y la posibilidad de intimar, es decir, tener una comunicación emocional privilegiada, así como refugiarse en situaciones de angustia o confusión para sentirse seguro.

## Características comportamentales
- Esforzarse por mantener la proximidad con la persona con la que se está vinculada
- Resistirse a la separación sintiendo ansiedad, desolación y abandono ante la pérdida
- Mantener un contacto sensorial privilegiado con la figura de apego
- Usar la figura de apego como base de seguridad desde la cual poder explorar el mundo físico y social
- Refugiarse en la figura de apego en momentos de tristeza, temor o malestar, buscando en ella apoyo y bienestar emocional.

## Funciones de apego
Según Bowlby, la conducta de apego tiene dos funciones básicas: una función biológica, que es obtener protección para asegurar la supervivencia, y la otra de carácter más psicológico, la de adquirir seguridad. Las funciones complementarias son las siguientes: ofrecer y regular la estimulación en cantidad y calidad, posibilitar la exploración y el aprendizaje, fomentar la salud física y mental, favorecer el desarrollo social y proporcionar placer.

## Conductas de apego
Se pueden diferenciar tres tipos de conductas de apego (Cassidy 1999):
- Conductas señalizadoras: son las que hacen los niños para que la figura de apego se dé cuenta de que quiere iniciar una interacción. Ejemplo: sonrisa, vocalizaciones, balbuceos…
- Conductas aversivas: son señales que tienen el objetivo de conducir a la madre hacia el niño, para finalizar el llanto o el comportamiento agresivo de este.
- Conductas activas: son aquellas que llevan al niño hacia la madre. Ejemplo: aproximación a la madre, seguimiento.

## Tipos de apego
Existe una clasificación de tipos de apego que se ha construido con base en la técnica de situación extraña diseñada por Mary Ainsworth (discípula de Bowlby). Se establecen cuatro categorías (López y Ortiz, 2001):
- Apego seguro: Se da en el 65% de los bebés. Los bebés con este tipo de apego exploran de forma activa mientras están solos con la figura de apego, y pueden intranquilizarse visiblemente cuando los separan de ella. A menudo el bebé saluda a la figura de apego con afecto cuando regresa, y si está muy inquieto, tratará de entrar en contacto físico con ella. Además de que son muy fácilmente reconfortados por la figura de apego.  Estos bebés son sociables con extraños mientras la madre está presente.
- Apego ansioso ambivalente: Se da en un 10% de los bebés. Los bebés con este tipo de apego tratan de mantenerse cerca de la figura de apego y exploran muy poco mientras ella está presente. Se inquietan mucho cuando esta se marcha, pero cuando regresa su reacción es ambivalente: permanece en su cercanía, pero pueden resistirse al contacto físico con ella mostrándose molestos por el abandono. Se muestran sumamente cautelosos con los extraños, aún en presencia de la figura de apego.
- Apego evitativo: Se da en un 20% de los bebés. Los bebés con este tipo de apego muestran poco malestar cuando son separados de la figura de apego y generalmente rehúyen de ella cuando regresa aunque esta trate de ganar su atención. Suelen ser sociables con los extraños pero pueden ignorarlos de la misma forma en que evitan a su figura de apego cuando regresa.
- Apego ansioso desorganizado/desorientado: Se da entre un 5 y un 10% de los bebés. Es una combinación de los patrones de apego ansioso ambivalente y apego evitativo. El bebé puede mostrarse confuso permaneciendo inmóvil o acercarse para luego alejarse de forma abrupta a medida que la figura de apego se aproxima. También puede ser que el niño busque el contacto físico con la madre pero rehuyendo el contacto visual.

## Modelo mental de la relación de apego
Constituye un conjunto de recuerdos y pensamientos conscientes e inconscientes, que sirven para organizar la información importante acerca del apego. (Main, Kaplan y Cassidy 1985). Incluye dos componente cognitivos y afectivos (Bretherton).
Elementos del modelo mental:
- Concepto que el sujeto construye sobre su figura de apego (si se encuentra disponible cuando la necesita, si es cooperadora, cariñosa…). El concepto que el niño forme de su figura de apego, influirá en sus relaciones futuras.
- Concepto que el sujeto construye sobre sí mismo: depende del concepto que el niño tenga de su figura de apego.

Desarrollo del modelo mental: el modelo mental se forma a partir de las interpretaciones del sujeto que se producen entre el niño y la figura de apego. Tiene una parte objetiva (hechos u ocurrencias reales) y otra subjetiva (interpretación que el sujeto hace de la situación).
Relaciones entre el modelo mental de relaciones y la calidad del apego: la calidad del apego depende del modelo mental.
Una persona que tiene un concepto positivo de su figura de apego y de sí mismo así como buenos recuerdos de las situaciones pasadas y buenas expectativas de las futuras, mostrará un apego de buena calidad, un apego seguro. Sin embargo, una persona que tiene un concepto negativo de su figura de apego y de sí mismo así como malos recuerdos de sus relaciones pasadas y expectativas negativas respecto al futuro, mostrará un apego de mala calidad, un apego inseguro.
Repercusiones emocionales:a nivel emocional influyen en los sentimientos generales del individuo. Si el modelo mental es positivo, los sentimientos que experimentará serán de seguridad, confianza, alegría y bienestar. Si el modelo mental es negativo, los sentimientos serán de inseguridad, desconfianza, ansiedad, vergüenza, cólera, disgusto y malestar.

## Conceptos relacionados con el vínculo de apego
La figura de apego es aquella persona con la que, o se está estableciendo un vínculo de apego, o ya está establecido. Habrá ciertas reacciones, con respecto a la figura de apego, que se ha convertido en figura de apego:
1. Se buscará el contacto o la proximidad con dicha persona.
2. Se experimentará cierta ansiedad en respuesta del abandono o separación de la otra persona.
3. Se buscará apoyo emocional en esa persona cuando la situación lo requiera.
4. Se consolidará esta, como su base de seguridad buscando protección de cualquier tipo, en caso de sentirse amenazado.
5. La alimentación, para los psicoanalistas y conductistas, tiene un papel fundamental en el apego.

## Evolución del apego
La evolución del apego sigue una secuencia típica de cuatro fases fundamentales:
- Preferencia por los miembros de la propia especie: Desde que nacen y hasta los 3 meses los niños muestran preferencia por estímulos como rostros, voces o temperatura humana.
- Preferencia por las figuras familiares sin rechazar a los extraños: Entre los 3 y 5 meses el desarrollo de la percepción visual e intermodal capacita al bebé para reconocer caras, voces y olores, permitiéndole distinguir a la figura de apego, sin rechazar a los extraños. Ante la figura de apego el bebé mostrará una serie de conductas diferenciales: la sonrisa, vocalizaciones, interrupción del llanto, entre otras.
- Vinculación y miedo a los extraños: Desde los 8 hasta los 12 meses el bebé manifiesta una clara preferencia por la figura de apego, rechazando a los desconocidos. La separación provoca reacciones de protesta y ansiedad y el reencuentro produce alegría y sosiego.
- Independencia: A partir de los 12 meses, establecido ya el vínculo de apego, el niño va conquistando cierto grado de independencia gracias a sus nuevas capacidades de locomoción, verbales e intelectuales.

## Apego durante embarazo
Se ha reconocido que la relación de apego entre una madre y su hijo se comienza a establecer durante el embarazo. Durante el curso del embarazo, los futuros padres comienzan a imaginar su futuro hijo, a ellos mismos en su nuevo rol como cuidadores y la relación con el bebé al nacer. Estas representaciones mentales son parte del proceso psicológico durante la gestación, que ayuda a preparar a la pareja a la transición hacia futuros padres y cuidadores de un bebé. A estas imágenes mentales, se les conoce como representaciones prenatales maternas.
Durante el embarazo ocurre un proceso psicológico, en el cual la identidad maternal incluye una reorganización de aspectos del Self de la futura madre. Además de encontrarse en el rol de mujer, hija, esposa o pareja, persona que trabaja, se instala el nuevo rol de convertirse en madre de un nuevo ser. Así, parte del embarazo es desarrollar una nueva identidad como futura madre. Además de este nuevo rol en la identidad del Self de la futura madre, esta se encuentra en la tarea de desarrollar un sentimiento de conexión al futuro bebé. Para el tercer trimestre del embarazo, las representaciones prenatales maternas, comienzan a ser más claras y estables, en las cuales la madre es capaz de diferenciar sus propios deseos y fantasías sobre su futuro hijo, de éste bebé como un ser autónomo.
En los últimos años, se ha encontrado cada vez mayor evidencia en la literatura sobre las representaciones prenatales maternas, y cómo éstas predicen la sensibilidad de la respuesta materna durante la interacción con su hijo durante los primeros años de vida. (Pederson, Gleason, Moran, Bento; 1998). Así bien, la calidad de las representaciones prenatales maternas tienen un impacto en la cualidad de la relación que se establece entre el hijo y la madre desde el postparto y el estilo de apego que se generará en el niño con respecto a la relación con su madre.